# Willie Mosconi
William Joseph Mosconi (Filadelfia, 27 giugno 1913 – Haddon Heights, 17 settembre 1993) è stato un giocatore di biliardo statunitense.

## Biografia
Tra il 1941 ed il 1957 vinse quindici titoli mondiali, e in suo onore si disputa la competizione Mosconi Cup. Willie Mosconi collaborò col compito di consulente tecnico alla realizzazione delle scene di gioco del film Lo spaccone, dove apparve in un cameo: è il personaggio che tiene la posta di gioco nella prima partita tra Eddie Felson e Minnesota "Fats".